# Defibrillatore manuale
Il defibrillatore manuale è un dispositivo in grado di effettuare la defibrillazione delle pareti muscolari del cuore, utilizzabile negli ospedali e nelle ambulanze di soccorso avanzato, esclusivamente da un medico, o da infermieri o paramedici adeguatamente formati.
Il principio dell'apparecchio consiste nello stabilire,attraverso l'applicazione di una scarica di corrente elettrica, una condizione cardiaca stazionaria nel paziente in caso di minaccia di morte imminente a causa di arresto cardiaco o di fibrillazione ventricolare. Viene utilizzato anche in particolari casi di attività elettrica senza polso.

## Struttura

Un defibrillatore manuale esterno

All'apparecchio è spesso incorporata la strumentazione necessaria per eseguire un elettrocardiogramma, con un monitor collegato, in modo da facilitare la diagnosi di una condizione cardiaca grave del paziente da parte del personale medico. 
Il defibrillatore può contenere altri strumenti come, per esempio, un pulsiossimetro o uno sfigmomanometro. In questo caso è più usato il termine "defimonitor".

## Funzionamento
Una volta accertata la condizione del paziente, l'operatore sanitario abilitato all'utilizzo del defibrillatore manuale sceglie l'energia (in Joule) da usare nella scarica da applicare sul petto del paziente attraverso apposite piastre elettriche. 
Si applica una scarica da 200 joule, con scariche successive tra 300 e 360 joule: dopo una terza scarica vengono utilizzati anche mezzi farmacologici di supporto e vengono ripetute scariche da 360 joule.